# Zwölfmorgentalschanzen
Die Zwölfmorgentalschanzen in Wernigerode bestehen aus mehreren Skisprungschanzen. Im Zwölfmorgental stehen drei Kleinschanzen der Kategorien K 7 (Kinderschanze), K 20 (Schülerschanze), K 36 (Jugendschanze) und eine mittlere Schanze der Kategorie K 63 (Zwölfmorgentalschanze). Die Anlage der Zwölfmorgentalschanzen ist die größte des Skiverbandes von Sachsen-Anhalt.

## Geschichte
Junge Skifahrer bauten im Winter 1909 einen kleinen Sprunghügel. Der Ski-Klub Wernigerode baute zwischen den Jahren 1924 und 1926 eine Schanze im Bibenstal, die Einweihung fand im Februar 1926 statt. Damals sahen die Einweihung 1500 Zuschauer. Die Schanze wurde bis zum Zweiten Weltkrieg als Trainings- und Wettkampfstätte genutzt. Die Skisprungschanze wurde nach dem Zweiten Weltkrieg wieder zum Leben erweckt. 1958 war es durch die Firma Gattermann möglich ein Nachtspringen auszutragen, da diese die entsprechenden Leuchtkörper bereitstellte. Zum Nachtspringen kamen mehr als 3000 Zuschauer. Die Schanze und die Anlage wurde Anfang der 1960er Jahre baufällig. Der Bau wurde von der Stadt Wernigerode, dem damaligen Trainer Elimar Eschrich und dem Sektionsleiter Paul Menger unterstützt. 1960 wurde der Bau in Angriff genommen.
Im Jahr 1963 weihte man die K-56-Mattenschanze in Wernigerode ein. Neun Jahre später wurden die Schanzen umgebaut sowie die kleinen Schanzen ausgebaut. 1978 wurde die Änderung des Schanzentisches an der Zwölfmorgentalschanze wieder zurückgenommen, um größere Weiten zu erzielen. 1996 fand der letzte Umbau der Schanzen nach den neusten FIS-Normen statt. Alle vier Schanzen sind mit Matten belegt. 2005 wurde das Schanzenhausaktivhotel an der Anlage neu erbaut. Es sollte zur Beherbergung der Sportler dienen, ist aber infolge eines Fördermittelskandals 2008 insolvent geworden und wurde durch die Aktivhotel Wernigerode GmbH übernommen.
Insgesamt fanden bis 2005 42 internationale Veranstaltungen statt. Die Anlage wurde von der FIS im Jahr 2006 für fünf weitere Jahre abgenommen.
Zum Wintersportgelände im Zwölfmorgental gehört sowohl der Abfahrtshang, der auf Matten zu jeder Jahreszeit ein Abfahrtstraining ermöglicht, als auch der im oberen Talende gelegene Skilift, der als Tellerlift rund 400 m Abfahrt bietet.